# Wrightia dolichocarpa
Wrightia dolichocarpa là một loài thực vật có hoa trong họ La bố ma. Loài này được Bahadur & Bennet miêu tả khoa học đầu tiên năm 1978.